# Col de la Vaccia
Le col de la Vaccia est un col de Corse situé sur l'axe routier entre Corte et Sartène. Il relie ainsi Zicavo dans le Taravo à Aullène en Alta Rocca. Il est situé à 1 195 mètres d'altitude.

## Géographie
Situé sur une crête rejoignant le plateau du Coscione, dans le massif du Monte Incudine, le col de la Vaccia est un point de passage obligé entre Corte et Sartène. Situé à 93 km de Corte et 45 km de Sartène, il est emprunté par la D 69 (anciennement RN 194), surnommée « route des Trois Cols », qui relie les deux versants de la Corse en empruntant les cols de Sorba, de Verde et de la Vaccia.